# Bobby Vee
Robert Thomas Velline (født 30. april 1943 i Fargo, North Dakota, død 24. oktober 2016 i Rogers, Minnesota), kendt under sit kunstnernavn Bobby Vee, var en amerikansk popsanger, der var teenageidol i begyndelsen af 1960'erne. Ifølge Billboard havde han 38 hits på Hot 100-hitlisten, heraf ti i top tyve. Han opnåede at få seks guldplader (singler) i sin karriere. Blandt hans mest kendte hits var King og Goffin-sangen "Take Good Care of My Baby", der nåede førstepladsen i USA i 1961 og tredjepladsen i Storbritannien.